# 河俣毘売

天皇略系図（初代 - 第10代）

河俣毘売（かままたびめ、かわばたびめ）は、綏靖天皇の皇后で安寧天皇の母とされる人物。

## 概要
『古事記』では河俣毘売、『日本書紀』第1の一書では川派媛といい、師木県主（磯城県主）の祖先である家系の出身。師木県主波延（安寧天皇皇后、阿久斗比売の父）の妹。
なお、『日本書紀』本文と第2の一書ではカワマタビメは登場せず、本文では五十鈴依媛命、第2の一では春日県主大日諸の娘である糸織媛が綏靖天皇の皇后とされる。